# وانگ یوسو
وانگ یوسو (انگلیسی: Wang Yusuo; زاده ۱۹۶۴) کارآفرین اهل چین است، که در سال ۱۹۹۶ گروه ئی‌ان‌ان را تأسیس کرد.